# 22.º Batallón Aéreo de Reemplazo
El 22º Batallón Aéreo de Reemplazo (22. Flieger-Ersatz-Abteilung) fue una unidad de la Luftwaffe de la Alemania nazi.

## Historia
Fue formado el 1 de octubre de 1936 en Halberstadt a partir de la Instrucción Aérea Stelle Halberstadt. El 1 de abril de 1937 es redesignado como 27º Batallón Aéreo de Reemplazo.